# Big Sur

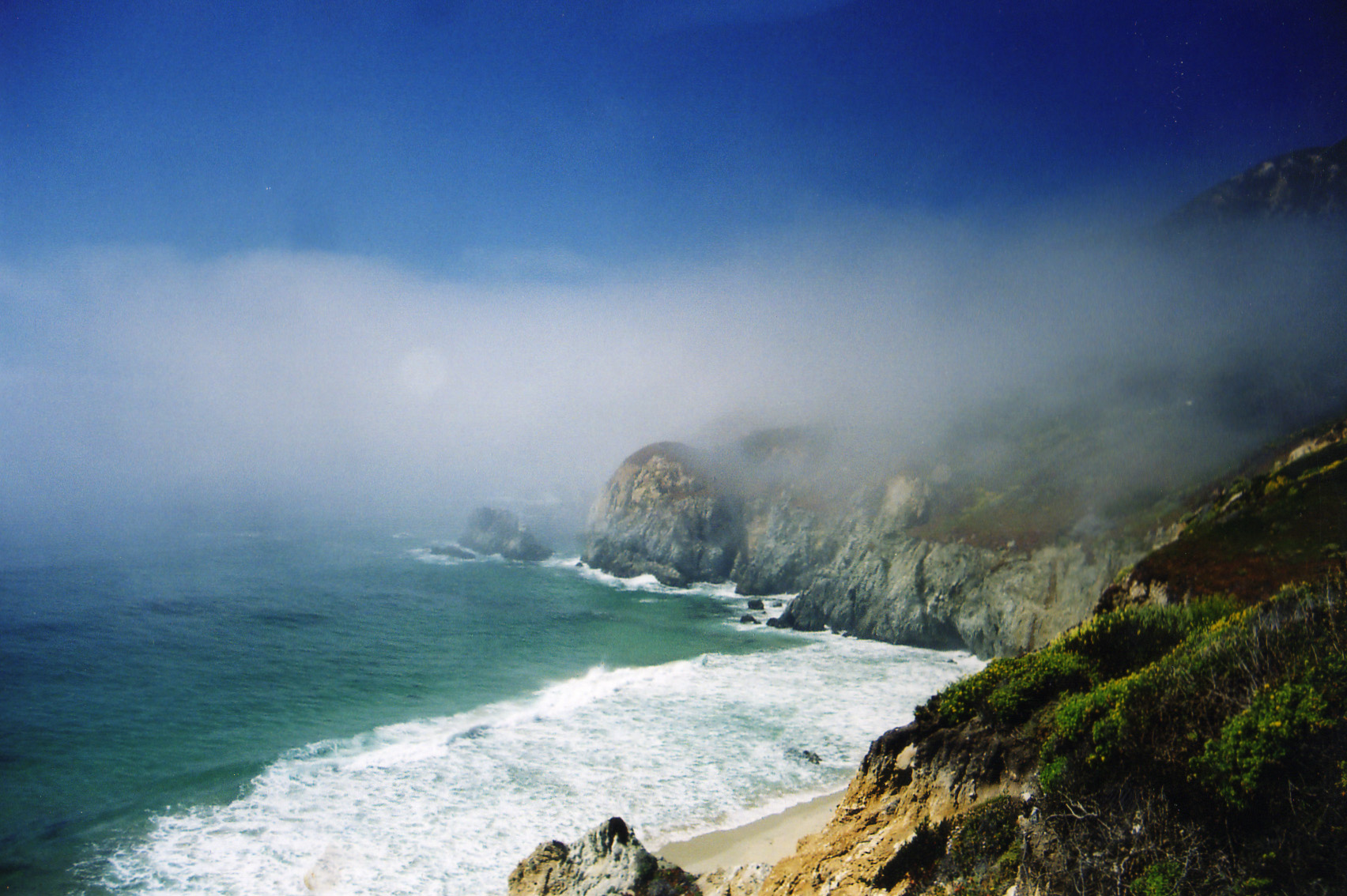
Vista de Big Sur.

Big Sur é uma região localizada no centro da Califórnia, nos Estados Unidos. Os limites convencionais da região encontram-se na região costeira de cerca de 145 quilômetros entre o rio Carmel (a norte) e o riacho San Carpoforo (a sul), estendendo-se cerca de 32 quilómetros para o interior, em direção às colinas de Santa Lucia a leste.
A parte mais setentrional da região de Big Sur está a cerca de 193 quilômetros ao sul de São Francisco, enquanto que a mais meridional está a aproximadamente 394 quilômetros ao norte de Los Angeles.